# Нагрудний знак військового пілота (Пруссія)
Королівський прусський нагрудний знак військового пілота (нім. Königlich Preußische Militär-Flugzeugführer-Abzeichen) — кваліфікаційний знак військового пілота Пруссії.

## Історія
Знак заснований імператором Вільгельмом II в день свого народження 27 січня 1913 р., для носіння льотчиками і відмінності їх від наземних військовослужбовців.

## Умови нагородження
Знак вручався всім солдатам, унтер-офіцерам і офіцерам, включеним до списку військових льотчиків відповідної авіаційної служби Пруссії. Перший примірник знака видавався за казенний рахунок. Первісне вручення знака відбувалося за фактом складання кваліфікаційних іспитів на право управляти літальним апаратом. Надалі вручення відбувалося після виконання перших бойових вильотів. Деякі німецькі пілоти отримали знак після перемир'я в 1917 році.
Знак підлягав вилученню в разі виключення зі списків військових льотчиків, а в разі списання з льотної посади через поранення і при наявності видатних заслуг знак зберігався у свого власника.
У випадках коли льотчик служив на нелітних посадах знак льотчика носився поки льотчик залишався в списках льотного складу і проходив по кілька разів на рік кваліфікаційну переатестацію на звання військового льотчика. При звільненні в запас військові льотчики мали право на носіння знака, якщо входили до облікового складу льотного складу і зобов'язувалися на першу вимогу проходити кваліфікаційну переатестацію і, при необхідності, перепідготовку.
У квітні 1920 року після остаточної ліквідації військової авіації Німеччини процедура вручення кваліфікаційних знаків тривала до 31 січня 1921. Випуск знаків тривав до кінця Другої світової війни. Льотчики-ветерани Першої світової війни мали можливість придбати знак при пред'явленні відповідного документа. Загальна кількість пілотських знаків, випущених з 1913 року точно не відомо зважаючи на втрату документів під час бомбардувань Другої Світової війни. Вважається, що загальна кількість виданих знаків становило десятки тисяч.

## Опис
Знак виготовлений з мельхіору, без клейма. У вінку під кайзерівської короною - рельєфне зображення військового аероплана.
Знак носився на шпильц на лівому боці грудей.

## Відомі нагороджені[1]
- Вільгельм Біттріх
- Рюдігер фон Гейкінг
- Фрідріх Вільгельм Кайзер
- Ернст фон Роупперт
- Рудольф Реш
- Гельмут Фолькман
- Фрідріх Фольбрахт
- Ернст Удет

## Галерея

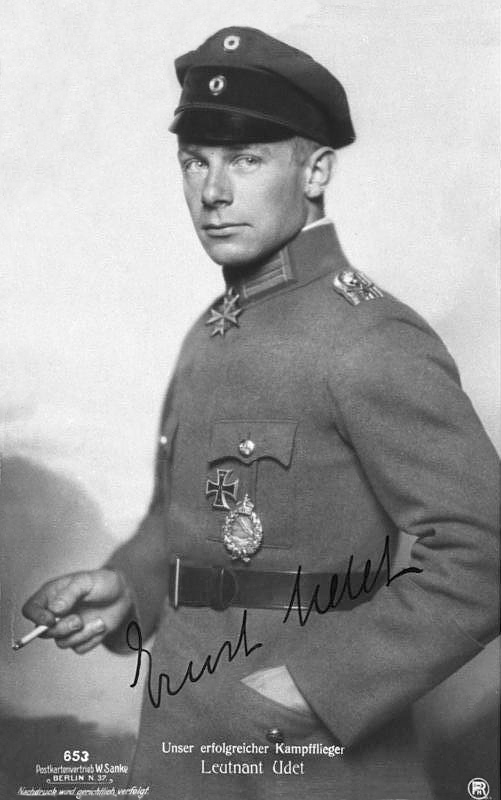
Ернст Удет. На лівій нагрудній кишені — знак військового пілота.
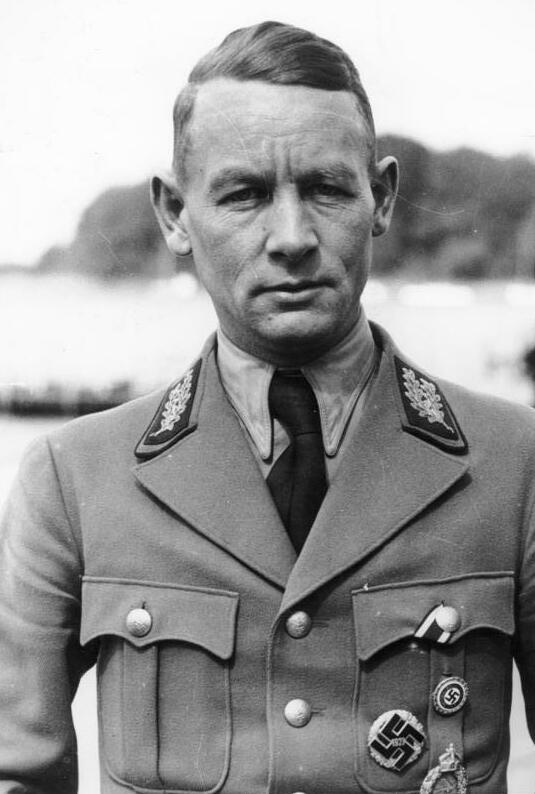
Гауляйтер Дюссельдорфа Фрідріх Карл Флоріан (1 серпня 1934). Нагрудний знак пілота — на лівій кишені.
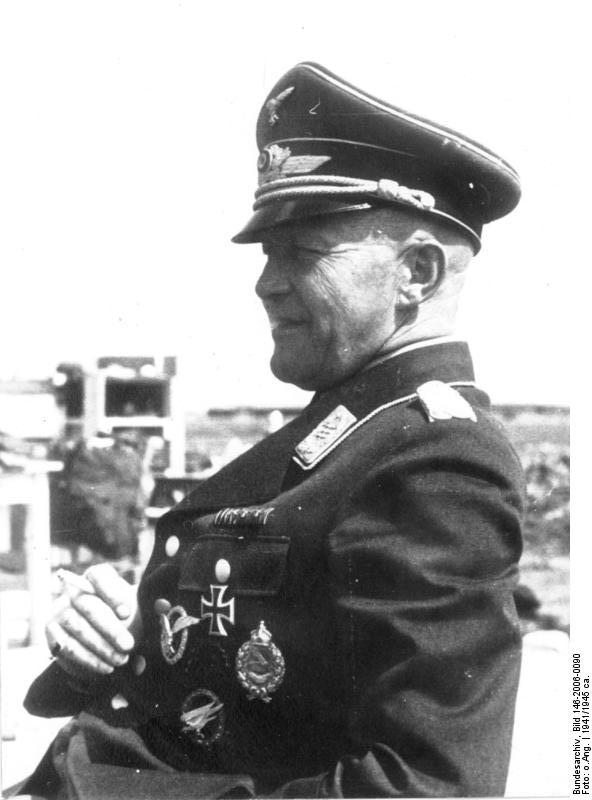
Оберст Альфред Штурм (1941).